# Martin Hindorff
Martin Hindorff (Nyköping, 30 de março de 1897 — Estocolmo, 5 de março de 1969) foi um velejador sueco, campeão olímpico. Ele competiu nos Jogos Olímpicos de Verão de 1932 na classe 6 Metre e conquistou a medalha de ouro a bordo do Bissbi com Tore Holm, Olle Åkerlund e Åke Bergqvist. Quatro anos depois conquistou a medalha de bronze como tripulante do barco sueco May Be com Sven Salén, Lennart Ekdahl, Torsten Lord e Dagmar Salén. Em 1948, ele ganhou sua segunda medalha de bronze. Desta vez como tripulante do barco sueco Ali Baba II ao lado de Holm, Lord, Karl-Robert Ameln e Gösta Salén.